# Radikaldemokratie
Der Begriff Radikaldemokratie oder Radikale Demokratie (von lat. radix = die Wurzel betreffend und Demokratie) bezeichnet Demokratiemodelle oder Demokratietheorien, die als Basis ausschließlich die Volkssouveränität anerkennen und sowohl naturrechtliche Setzungen wie Einflüsse Dritter durch wirtschaftliche Macht bzw. eigenmächtig handelnde Institutionen wie z. B. die Finanzmärkte als auch die Alternativlosigkeit ablehnen.
Als Gegenbegriffe können Systeme der Oligarchie, der Plutokratie und der Technokratie gelten.
Zentrale Ideengeber der Vorstellung einer Radikalen Demokratie sind u. a. der französische Philosoph Jean-Jacques Rousseau und sein Werk Contrat Social, die deutsch-amerikanische politische Theoretikerin Hannah Arendt, der griechisch-französische Philosoph Cornelius Castoriadis, der argentinische politische Theoretiker Ernesto Laclau sowie die belgische Politologin Chantal Mouffe.
Die genaue Form der politischen Strukturen unterscheidet sich je nach radikaldemokratischem Modell stark: Das Spektrum reicht von der „Herrschaft der Gesetze und nicht mehr der Personen“ über direkt- und rätedemokratische Ansätze bis zu einer Abschaffung aller „Institutionen, die nicht demokratisierbar sind“. Seit dem Ausbruch der globalen Finanzkrise ab 2007 hat der Begriff wieder eine stärkere Rezeption innerhalb der Sozialwissenschaften und im Diskurs des Postmarxismus und des Politischen erfahren. „Als wesentliches Anliegen des Diskurses der radikalen Demokratie könnte man eine Verteidigung ‚des Politischen‘, verstanden als Kraft der kollektiven Selbstinstituierung einer Gesellschaft, gegenüber ‚der Politik‘, verstanden als Verwaltung des Gemeinwesens innerhalb etablierter Parameter, begreifen.“

## Umfassende Demokratisierung
In der Idee der Radikaldemokratie geht es vor allem um die Demokratisierung aller gesellschaftlichen Verhältnisse, d. h. um die Überwindung autoritärer und hierarchischer Strukturen, die Voraussetzung für eine selbstbestimmte Gestaltung aller Lebensverhältnisse eines jeden Einzelnen sind. Weil entscheidende Bereiche demokratischer Kontrolle entzogen (wie z. B. in der Wirtschaft) oder autoritär organisiert sind (wie z. B. das Bildungssystem), kritisieren Radikaldemokraten den undemokratischen Charakter dieser Gesellschaft und treten für ihre Veränderung ein. Es geht hierbei vor allem um die Emanzipation des Einzelnen und gesellschaftliche Verhältnisse, die Selbstbestimmung umfassend ermöglichen. Befreiung des Einzelnen von Herrschaft und Unterdrückung und die Schaffung einer emanzipatorischen Gesellschaft sind in der Radikaldemokratie untrennbar miteinander verbunden.

## Freiheit und Partizipation
Ausgangspunkt der Radikaldemokratie ist die positive Bezugnahme auf Freiheit. Freiheit kann allerdings nicht nur als formale Freiheit verstanden werden. Freiheit umfasst mehr als nur gesetzlich zugestandene Möglichkeiten, Rechte wahrzunehmen. Freiheit bedeutet, „frei sein“ von allen herrschaftlichen Zwängen und Gewaltverhältnissen.
Radikaldemokratie ist eine Herrschaftsform, egal wie es gewendet wird. Radikaldemokratie ist daher zu begreifen als ein Verfahren, das versucht, den unterschiedlichen Interessen der Menschen eine Form zu geben, worin sie ihre Konflikte, die aufgrund ihrer unterschiedlichen Interessen notwendigerweise entstehen, austragen. Radikale Demokratie unterscheidet sich allerdings in vielerlei Hinsicht von bürgerlichen Demokratievorstellungen. Radikaldemokratische Verfahren implizieren, dass im Gegensatz zur bürgerlichen Demokratie nicht nur jeder formal gleiche Partizipationsmöglichkeiten hat („one man, one vote“), sondern auch die gleichen Möglichkeiten, sich in Entscheidungsprozesse einzubringen. Kapitalistische Verhältnisse, in denen ökonomische Macht zur politischen Macht wird, stehen daher im Widerspruch zu radikaldemokratischen Vorstellungen.

## Soziale Bedingungen
Radikaldemokratie ist also zunächst ein politisches System, in dem Menschen ihre Interessenkonflikte demokratisch austragen können und dabei die gleichen Möglichkeiten haben, sich in Entscheidungsprozesse einzubringen. Darin unterscheidet sich ein radikaldemokratisches Verfahren von einem bürgerlich-demokratischen Verfahren.
Der Radikaldemokratiebegriff impliziert mehr als nur die Beschreibung eines gesellschaftlichen Zustands, in dem der Mensch Herr über seine Verhältnisse geworden ist, die Entfremdung der Arbeit überwunden hat, er also nicht mehr Objekt, sondern Subjekt seiner Geschichte ist. Der Begriff der Radikaldemokratie beinhaltet auch eine Strategie, wie dieser Zustand erreicht werden kann.
Diese Strategie umfasst – abgeleitet aus dem Ziel der Freiheit der Individuen und dem sich daraus notwendig ergebenden radikaldemokratischen Verfahren –, dass Radikaldemokratie die Freiheit des Individuums nicht nur beschränkt, sondern auch dessen notwendige Voraussetzung ist. Wer die Freiheit des Individuums anstrebt, will also alle Bereiche, in denen gegenwärtig herrschaftliche Verhältnisse vorzufinden sind, zurückdrängen. Daraus ergibt sich auch die Notwendigkeit, alle Bereiche, die bisher demokratischen Prozessen entzogen sind, radikal zu demokratisieren, also die Notwendigkeit, Lohnarbeiter und Benachteiligte jeder Art zu unterstützen, herrschaftliche Machtstrukturen aufzuheben, in denen sich die Verantwortung und die Macht des Einzelnen zum Leidwesen der Mehrheit „undemokratisch“ konzentriert.

## Ideengeschichtliche Herkunft
Ideengeschichtlich nimmt die Radikaldemokratie die Elemente verschiedener bestehender politischer Anschauungen und Utopien auf, insbesondere aus jenen Teilen des politischen Spektrums, die in der Tradition der Aufklärung stehen. Radikaldemokratische Ideen finden sich traditionell einerseits in vielen Spielarten linker Politik, insbesondere im Sozialismus, Kommunismus (hierbei insbesondere im Rätekommunismus) sowie im Anarchismus und Anarcho-Syndikalismus. Aber auch die bürgerliche Traditionslinie ist im Freiheitsgedanken der Radikaldemokratie aufgenommen, insbesondere der Liberalismus, der an die bürgerliche Idee eines mündigen und autonomen politischen Subjekts anknüpft, wie es etwa bei Immanuel Kant oder Jean-Jacques Rousseau philosophisch-politisch entworfen wurde. Der Gedanke der demokratischen Selbstverwaltung reicht dabei zurück bis in die griechische Polis.
In der Gegenwart steht außer den genannten politischen Strömungen auch der Kommunitarismus der Radikaldemokratie nahe. Aspekte einer radikalen Demokratisierung finden sich auch in verwandten Konzepten wie der direkten Demokratie, der Basisdemokratie, der Rätedemokratie oder der Partizipatorischen Demokratie.

## Kritik
Bei Anhängern der Repräsentativen Demokratie gilt die Radikaldemokratie als eine zu extreme Interpretation des Demokratiegedankens, die zugunsten eines am Konzept der Masse orientierten Allgemeinwillens potentiell zu einer Verletzung oder gar Aufhebung der Individualrechte des Einzelnen führen könnte. Sie halten eine Herrschaft allein oder hauptsächlich durch Volksabstimmungen für gefährlich, weil diese ihrer Meinung nach zu Populismus und im schlimmsten Fall zu einer diktatorischen „Herrschaft des Pöbels“ (Ochlokratie) oder von ihm ermächtigter charismatischer Volksführer hinführen könnte, zumindest aber zu einer Einschränkung der privaten Sphäre zugunsten der öffentlichen. Anstelle eines radikaldemokratischen Identitätsmodells von Herrschaft bevorzugen sie im Prinzip ein Delegationsmodell (etwa nach Joseph Schumpeter), das nicht in der Ausübung von politischer Macht durch Wenige das Hauptproblem sieht, sondern in ihrer Kontrolle durch Abwahlmöglichkeit und Gerichte.
Damit zeigen sie nach Ansicht von Vertretern der Radikaldemokratie antidemokratisches Denken auf, da sie die Menschen für unfähig hielten, vernünftige Entscheidungen zu treffen, und somit jeden emanzipatorischen Ansatz von vornherein untergrüben und ihre gewählten Eliten für unfehlbar hielten. Radikaldemokraten halten Populismus in diesem Zusammenhang auch in der Repräsentativen Demokratie für möglich („Herrschaft der Repräsentanten“); Anhänger der repräsentativen Demokratie widersprechen dem nicht, halten ihn aber für unwahrscheinlicher und in seinen Möglichkeiten für beschränkter.
Liberale Gegner kritisieren an der Radikaldemokratie, die – wie weiter oben erwähnt – oft auch eine „Demokratisierung“ nicht-politischer Gesellschaftsbereiche (Kultur, Wirtschaft, Schule etc.) fordert, dass eine Art von Herrschaft nicht dadurch weniger Herrschaft ist, wenn sie von vielen gegenüber wenigen ausgeübt wird; die Radikaldemokratie sei insofern gefährlich, als sie Herrschaft in vorher herrschaftsfreie oder zumindest partikulare Räume einführe, die dem Privatbereich der Bürger zuzuordnen seien, und so deren individuelle Handlungsfreiheit(en) aufhebe. Dahinter steckt die Frage, ob eine Demokratie nur dann wirklich demokratisch ist, wenn alle Lebensbereiche Sache der Öffentlichkeit sind, oder ob nicht gerade die Möglichkeit, jenseits von der politischen „demokratischen“ Öffentlichkeit privat oder gesellschaftlich zu handeln, Grundlage für eine Demokratie sein soll.
Kritiker halten Radikaldemokratie außerdem in anonymen modernen Massengesellschaften für praktisch kaum durchführbar, anders als in griechischen Stadtstaaten oder kleinen Schweizer Kantonen. Radikaldemokraten weisen allerdings darauf hin, dass die Radikaldemokratie in modernen Nationalstaaten bislang noch nicht erprobt wurde.